# جيل روجرز
جيل روجرز (بالإنجليزية: Gil Rogers)‏ هو ممثل أمريكي، ولد في 4 فبراير 1934 في ليكسينغتون في الولايات المتحدة.

## وصلات خارجية
- جيل روجرز على موقع IMDb (الإنجليزية)
- جيل روجرز على موقع قاعدة بيانات برودواي على الإنترنت (الإنجليزية)
- جيل روجرز على موقع قاعدة بيانات الفيلم (الإنجليزية)